# Hirschrapporten
Hirschrapporten, fullständigt namn Peaking of World Oil Production: Impacts, Mitigation, and Risk Management, är en rapport från USA:s energidepartement utgiven i februari 2005. Den handlar om energiförbrukningen i USA, oljeproduktionstoppen och tänkbara åtgärder för riskhantering. Huvudförfattare var Robert L. Hirsch.